# Консервативная партия Никарагуа
Консервативная партия Никарагуа (исп. Partido Conservador de Nicaragua) — политическая партия в Никарагуа, основанная в первой половине XIX века. Исторически один из двух основных партий наряду с либеральной, теперь играет маловажную роль. Слоганом партии является «Dios, Orden, Justicia» — «Бог, Порядок, Справедливость». Традиционный цвет — зелёный.
Основано партией, которая выражала интересов клерикальных кругов, помещиков и торговой буржуазии. Корни партии уходят в Легитимистскую партиию (Partido Legitimista) 19 века. Консервативная партия — одна из двух официально зарегистрированных партии при диктатуре клана Сомоса. Состояла в оппозиции к Анастасио Сомоса Дебайле, но была готова и к компромиссам. Некоторые авторы даже характеризуют роль консерваторов при властвовании клана Сомоса как симбиоз с ним. В партии имелся ряд фракции. Консервативная партия была движущей силой в Национальном союзе оппозиции.
В последние годы властвования Сомосы действовала как центр легальной оппозиции. Приветствовала сандинистскую революцию, консервативный лидер Рафаель Кордова Ривас стал 1980 членом правящей хунты. Однако партия вскоре раскололась. Более «реформистская» Демократическая Консервативная Партия приняла участие в выборах 1984, легитимность которых рейганская администрация отрицала, хотя наблюдатели многих демократических стран квалифицировали их честными и свободными. Демократическая Консервативная партия заняла 2 место и при президентской гонке и при выборах парламента. Партия позиционировала себя как националистическую партию, была против контрас. 1990 разные консервативные группировки поддерживали оппозиционную кандидатуру Виолетты Чаморро.
В настоящие дни Консервативная партия противостоит и идеям социализма, и неолиберализма, предпочитая социальную рыночную экономику.